# 前荔枝角醫院

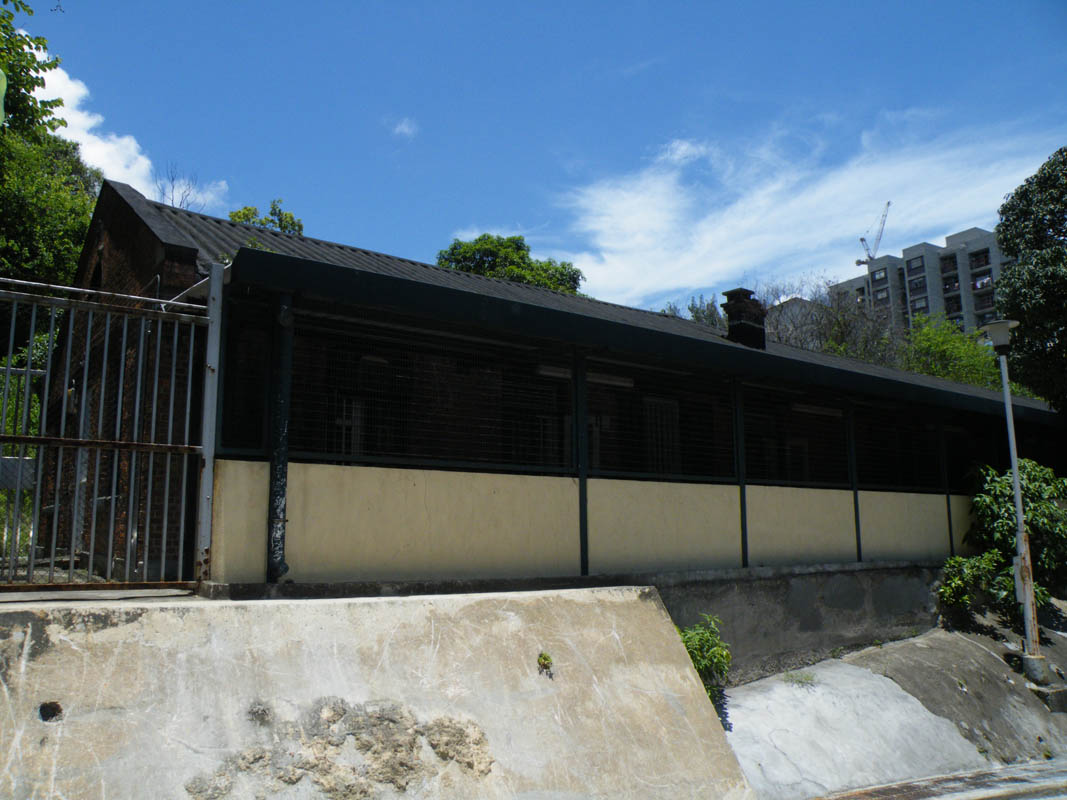
前荔枝角醫院

前荔枝角醫院（英語：Former Lai Chi Kok Hospital）是香港一個已停用的醫院建築群，位於九龍荔枝角青山道800號，獲古物諮詢委員會列為三級歷史建築。該址現已改建成饒宗頤文化館，推廣中國藝術和中國文化。

## 建築
前荔枝角醫院建築群依山而建，雖然鄰近青山道與呈祥道等幹道，但為樹木環抱而構成隱閉環境。大致可分為上、中、下三區，建築物全為長方型金字斜頂單層或兩層的樓房，因應多年來不同用途而進行改建，實用為主而甚少細部裝飾，紅磚樓房以英國傳統一行順磚（橫）一行丁磚（直）的「英式砌磚法」（English Bond）砌成，結構堅固。

## 歷史

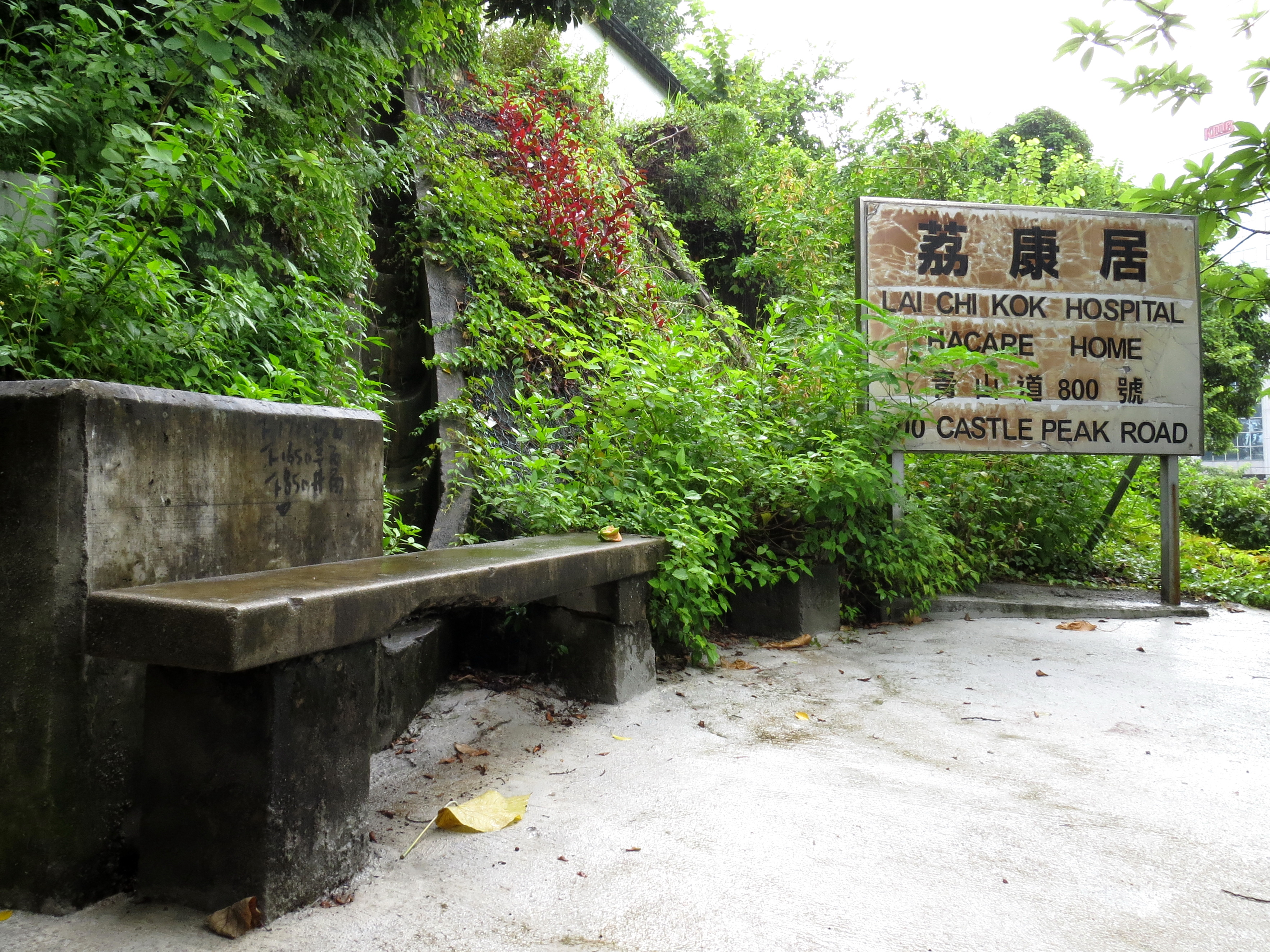
前「荔康居」的大門門牌

前荔枝角醫院最早是用作華工暫住的屯舍，1900年代英資公司「The Chamber of Mines Labour Importation Agency」在此興建屯舍供轉運往南非的華工暫住，其後因華工不堪苦役而群起反抗，屯舍因英政府禁止招聘華工而被荒廢。1904年一艘抵港的新加坡輪船爆發霍亂疫病，原位於昂船洲的疫症隔離所因興建軍營已關閉，時任港督盧吉要求英國政府購入棄置的屯舍用作疫症隔離站。當滿清政府被推翻後，盧吉擔心難民湧入，1912年英政府加派英軍到港，在此成立「荔枝角軍營」駐紮兩年。20世紀初域多利監獄有人滿之患，1924年當局將已停用的荔枝角軍營稍作修緝改建成低設防的「荔枝角拘留營」，直到1937年赤柱監獄落成後才正式關閉。
同年天花肆虐，香港成為疫埠，荔枝角拘留營經修緝增建，成為一所傳染病醫院兼療養院。位於喜靈洲的痲瘋病醫院於1974年關閉，以及瑪嘉烈醫院（新荔枝角醫院）於1975年啓用後，原荔枝角醫院全面轉型為療養院，接收餘下的痲瘋病人繼續療養。及後痲瘋病人數目日減，荔枝角醫院便再被改變成一座供精神科長期病患者療養的醫院。在2000年初，醫院管理局計劃將住有400多名長期精神病患者的荔枝角醫院，改變成一所長期護理院，把部份需要較多醫護服務的病人，轉送到其它精神科醫院，然後從這些醫院中交換回一些正在輪候長期護理院的病人，最後將這長期護理院交予社會福利署管理。2000年社會福利署表示不會接管荔枝角醫院，醫院管理局因而成立「荔康居」（H.A. Care Limited）管理過渡期間的荔枝角醫院。幸好社會福利署仍按照計劃，在2001年3月起，負責營運的經費。荔枝角醫院的轉營已大致完成，而位於葵涌荔枝嶺路新建的「明愛賽馬會荔景社會服務中心」於2005年4月30日竣工後正式移交香港明愛，病人於2004年6月29日遷往新中心居住，荔枝角醫院舊址交回特區政府，當時預計原址可改建為懲教署員工及家屬宿舍。 

## 現況
荔枝角醫院於2008年成為首批發展局的「活化歷史建築伙伴計劃」下的7幢建築物之一，最後由中國國學大師饒宗頤擔任名譽會長的香港中華文化促進中心成功獲選進行活化，以「香港文化承傳」為理念，用作推廣中國藝術和文化，2012年6月落成，除設有展覽館、綜藝館、有蓋庭園、書室外，另有89間旅舍房間及咖啡室等設施。該址最初計劃稱為「香港文化傳承中心」，但最後則定名為「饒宗頤文化館」。
2010年12月14日「饒宗頤文化館」活化項目的啟動禮由時任行政長官曾蔭權擔任主禮嘉賓，項目分兩期完成，第一期於2012年6月22日啟用，市民可參觀藝術館、保育館、天光雲影、禮品閣、舊更亭和古石牆等歷史景點。第二期工程亦於2013年完成。饒宗頤文化館佔地約30萬呎，首期開放範圍約3千呎。當全期保育工程完成後，將可提供約180個青年旅舍宿位和餐廳。